# International Journal of Oral Science
Das International Journal of Oral Science, abgekürzt Int. J. Oral Sci. oder IJOS, ist eine wissenschaftliche Fachzeitschrift, die von der Nature Publishing Group veröffentlicht wird. Die Zeitschrift erscheint mit vier Ausgaben im Jahr. Es werden Arbeiten veröffentlicht, die sich mit gesundheitlichen Belangen von Mund, Kiefer und Gesicht beschäftigen.
Der Impact Factor lag im Jahr 2012 bei 2,719. Nach der Statistik des ISI Web of Knowledge wird das Journal mit diesem Impact Factor in der Kategorie Zahnmedizin & Kieferchirurgie an neunter Stelle von 83 Zeitschriften geführt.